# 欧内斯特·道维斯·德克尔
欧内斯特·弗朗索瓦·欧仁·道维斯·德克尔（1879年10月8日—1950年8月28日），是印度尼西亚的作家、记者、政治活动家，印度尼西亚的民族英雄，是推动印度尼西亚独立运动的战士之一。